# Liste der Biografien/Elu
Liste der Biografien |
Portal Biografien |
Personensuche
# |
A |
B |
C |
D |
E |
F |
G |
H |
I |
J |
K |
L |
M |
N |
O |
P |
Q |
R |
S |
T |
U |
V |
W |
X |
Y |
Z |
?
 
Ea |
Eb |
Ec |
Ed |
Ee |
Ef |
Eg |
Eh |
Ei |
Ej |
Ek |
El |
Em |
En |
Eo |
Ep |
Eq |
Er |
Es |
Et |
Eu |
Ev |
Ew |
Ex |
Ey |
Ez
 
Ela |
Elb |
Elc |
Eld |
Ele |
Elf |
Elg |
Elh |
Eli |
Elj |
Elk |
Ell |
Elm |
Eln |
Elo |
Elp |
Elr |
Els |
Elt |
Elu |
Elv |
Elw |
Ely |
Elz
Die Liste der Biografien führt alle Personen auf, die in der deutschsprachigen Wikipedia einen Artikel haben. Dieses ist eine Teilliste mit 12 Einträgen von Personen, deren Namen mit den Buchstaben „Elu“ beginnt.

## Elu

### Elua
- Eluaiza, Carlos (* 1965), argentinischer Boxer
- Éluard, Nusch (1906–1946), deutsch-französische Schauspielerin, Modell, Varietékünstlerin und Muse der Surrealisten
- Éluard, Paul (1895–1952), französischer Dichter des SurrealismusPaul Éluard (1895–1952)

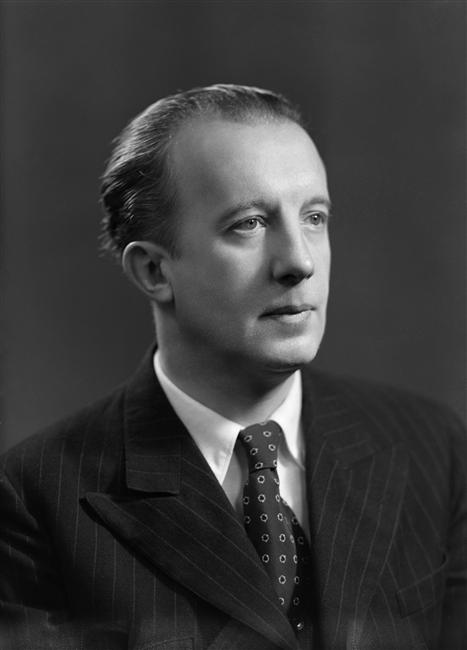
Paul Éluard (1895–1952)

- Eluay, Theys Hiyo (1937–2001), indonesischer Politiker und ehemaliger Vorsitzender des Präsidiums des Papuarates

### Elue
- Eluère, Alfred (1893–1985), französischer Rugby-Union-Spieler und Sportfunktionär

### Eluf
- Elufowoju, Femi Jr. (* 1962), britisch-nigerianischer Filmschauspieler, Theater- und Opernregisseur

### Eluk
- Eluke, Patrick (* 1967), nigerianischer Geistlicher und römisch-katholischer Weihbischof in Port Harcourt

### Elul
- Elulaios, König von Tyros und Sidon
- Elulumeš, vierter König der Gutäerdynastie über Akkad

### Elun
- Elung Jensen, Søren (1928–2017), dänischer Schauspieler, Hörbuchsprecher und Synchronsprecher

### Elus
- Elustondo, Aritz (* 1994), spanischer Fußballspieler
- Elustondo, Gorka (* 1987), spanischer Fußballspieler